# Масахико Иноха
Масахико Иноха (јап. 伊野波 雅彦; 28. август 1985) јапански је фудбалер.

## Каријера
Током каријере је играо за Токио, Кашима Антлерс, Висел Кобе, Џубило Ивата и многе друге клубове.

## Репрезентација
За репрезентацију Јапана дебитовао је 2011. године. Наступао је на Светском првенству (2014. године) с јапанском селекцијом. За тај тим је одиграо 21 утакмица и постигао 1 гол.

## Статистика
| Јапан  | Јапан   | Јапан  |
| Година | Наступи | Голови |
| ------ | ------- | ------ |
| 2011.  | 9       | 1      |
| 2012.  | 7       | 0      |
| 2013.  | 4       | 0      |
| 2014.  | 1       | 0      |
| Укупно | 21      | 1      |

## Трофеји

### Клуб
- Џеј лига (2): 2008., 2009.
- Лига Куп Јапана (1): 2011.
- Царски куп (1): 2010.

### Јапан
- Азијски куп (1): 2011.